# Autoroute A 344
Die Autoroute A 344, auch als Traversée urbaine de Reims bezeichnet, ist eine im Jahr 1976 fertiggestellte französische Autobahn, die zwischen Thillois und in Reims die Autobahnen A 4 beginnend von der Einmündung der A 26 und die A 34 miteinander verbindet.
Dieser Abschnitt wurde bis in das Jahr 2010 als A 4 ausgewiesen. Nach der Fertigstellung der neuen Südumfahrung von Reims wurde dieser Bereich zur A 344 umgewidmet. Insgesamt weist die Autobahn heute eine Länge von 10,0 km auf.